# Emile von Brucken Fock
Emile von Brucken Fock, né le 19 octobre 1857 à Coudekerque et mort le 6 janvier 1944 à Aerdenhout, est un compositeur néerlandais.

## Biographie
Emile von Brucken Fock est le frère du compositeur et pianiste Gerard von Brucken Fock. Il est chef de musique militaire à Utrecht. Il se fait également connaître comme critique musical. Il compose un drame musical, Seleneia, dont l'influence wagnérienne se fait sentir. Il compose aussi de nombreuses mélodies.